# Талавай (Грама Ніладхарі)
Грама Ніладхарі Талавай (№ 193) — Грама Ніладхарі підрозділу ОС Еравур-Патту, округ Баттікалоа, Східна провінція, Шрі-Ланка.

## Демографія
| Населення (2007) | Населення (2007) | Населення (2007) | Населення (2007) | Населення (2007) |
| Населення        | Чоловіки         | Жінки            | Діти             | Дорослі          |
| ---------------- | ---------------- | ---------------- | ---------------- | ---------------- |
| 1599             | 755              | 844              | 707              | 892              |